# Contea di Kangbao
La contea di Kangbao (康保县S, Kāngbǎo XiànP) è una contea della Cina, situata nella provincia di Hebei e amministrata dalla prefettura di Zhangjiakou.